# 奇跡 (女子十二楽坊のアルバム)
『奇跡』（きせき）は、2003年11月6日にプラティア・エンタテインメント（当時はキングレコードが配給。現在はEMIミュージック・ジャパンに発売元が移行している）よりリリースされた女子十二楽坊の日本2枚目のライブCD及びDVD。2003年1月7日に北京21世紀劇院で行われたコンサートの音源を収録したものになっている。

## 収録曲

### ディスク1 (CD)
1. 奇跡
2. 自由
3. 相愛己無
4. 魂之舞
5. 花児興少年
6. 感謝年華
7. 翻心道情
8. 新古典主義
9. 勝利
10. S.D花園
11. 追逐
12. 賽馬

### ディスク2 (DVD)
1. 奇跡
2. 自由
3. 追逐
4. 相愛己無
5. 香格里拉
6. 魂之舞
7. 山水
8. 花児興少年
9. 感謝年華
10. 翻心道情
11. 新古典主義
12. 勝利
13. S.D花園（ボーナストラック）